# Bremen (manga)
Bremen (無頼男~ブレーメン~ Burēmen?) es un manga de Umezawa Haruto. La serie consta de 9 tomos y está finalizada. Cuenta la historia de un grupo musical que trata de triunfar en la escena musical de Japón, integrado por cuatro jóvenes que desean ser reconocidos como "Dioses del Rock". La serie se centra en los pasados de los miembros, y en las dificultades que encuentran en su camino hacia la fama.

## Argumento
La serie cuenta la historia de Kasuga Romio, un joven de 17 años que conoce a Hino Reijī. Juntos deciden ir a la gran ciudad a triunfar. Reijī quiere formar un grupo de música rock y así cumplir su sueño de subir a un escenario con miles de personas viéndole y se lo propone a Romio, a lo que él se niega. De camino a la ciudad, se encuentran con Hayama Ryo, un travesti al que salvan de algún que otro problema. Al final, Romio acepta la idea de hacer un grupo junto con Ryo como batería y Reijī como guitarra. Más adelante encuentran a Fujī Ran que será bajista del grupo.
La trama luego se centra en las historias pasadas de los personajes, sobre todo el pasado de Romio, el cual tiene amnesia, así como en la evolución del grupo.

## Personajes
- Kasuga Romio (también conocido como Sidney Rocks): Un chico de cabello blanco de 17 años, vocalista del grupo. Es el luchador más fuerte de la banda, capaz de dejar inconsciente a la gente con chasquidos de dedos y golpeando con monedas de 10 yenes en la cabeza. Sufre de amnesia, y ha inventado su nombre actual. A pesar de su misterioso pasado, es amistoso, salvaje e imprudente. Se le asocia con el perro del cuento de los hermanos Grimm Los músicos de Bremen, porque se comporta como un perro callejero.

- Hino Reijī: un chico de 18 años con peinado a lo mohawk. Es el guitarrista y creador de las letras. Ha estado en otras bandas, pero no compartían su gusto por explorar nuevas facetas del rock, así que se separó de ellos. Tras conocer a Romio por casualidad, decide irse a Tokio para probar sus ideas sobre rock en un escenario mayor. En las luchas, suele usar la funda de su guitarra acústica para propinar golpes. Debido a su cresta, se le asocia con el gallo del cuento.

- Hayama Ryo: una chica de 18 años, baterista del grupo. Aunque da la impresión de ser una chica sexy, en realidad es un chico travesti. Camina sobre botas de 4 dm, con las que da unos fuertes golpes en caso de pelea. Se la asocia con el gato del cuento, por sus acciones y movimientos felinos.

- Fujī Ran: es un chico de 20 años, bajista del grupo. Era parte de la banda Sulphuric Acid, pero la abandonó al cumplir los 20 como estaba acordado. Posee el absolute pitch, que le hace un músico consumado. Su fascinación por los coches rápidos le llevó a soñar con tener un Ferrari F-40. El logo de esa marca es un caballo, lo cual le relaciona con el lento burro de la historia, que deseaba ser tan rápido como el caballo.

## Armas
- Moneda de 10 yenes: en manos de Kasuga Romio puede ser un verdadero problema: con ellas, puede perforar el cráneo de una persona con suma facilidad.

- Tapa de alcantarilla: versión a gran escala de la moneda.

- Disco de vinilo: versión afilada de la tapa de alcantarilla, para cortar, decapitar o desmembrar.

- Ácido sulfúrico: especialmente eficaz si se tiene una piscina llena.

- Instrumentos musicales y sus fundas.

## Tomos
1. Run Away! (¡Huye!)
2. Tokyo (Tokio)
3. My Way! (Mi Camino)
4. Go Ahead! (Sigue adelante)
5. Big Bang! (¡Big Bang!)
6. Egoist (Egoísta)
7. Memory 1 (Memoria 1)
8. Blue Blood (Sangre Azul)
9. Friends (Amigos)

## Curiosidades
- El manga está inspirado en el cuento de los hermanos Grimm Los músicos de Bremen, que narra las aventuras de un burro, un perro, un gato y un gallo que después de huir de sus respectivos amos, intentan ganarse la vida con la música. En España hubo una serie en los 90 llamado Los trotamúsicos, basada en los personajes del cuento.